# Igor Ostrowski
Igor Ostrowski (ur. 5 stycznia 1971 w Warszawie, zm. 25 maja 2024) – polski prawnik, ekspert rynku telekomunikacji i nowych technologii. 
W latach 2011–2012 podsekretarz stanu w Ministerstwie Administracji i Cyfryzacji. W latach 2014–2016 Przewodniczący Rady ds. Cyfryzacji. W latach 2012–2019 członek Multistakeholder Advisory Group przy Sekretarzu Generalnym Organizacji Narodów Zjednoczonych, działającej w ramach Internet Governance Forum.
Specjalista od regulacji mediów i technologii cyfrowych, prawa własności intelektualnej, prawa telekomunikacyjnego.

## Życiorys
Syn Krzysztofa Ostrowskiego i Antoniny Ostrowskiej. Ukończył studia na Wydziale Prawa i Administracji Uniwersytetu Warszawskiego. 
Od początku lat 90. zajmował się prawem mediów, telekomunikacji i nowych technologii oraz ochroną własności intelektualnej. Łączył doświadczenie zdobyte w międzynarodowych kancelariach prawnych (w biurach w Warszawie i Nowym Jorku) i administracji publicznej (najpierw w Zespole Doradców Strategicznych Prezesa Rady Ministrów, później wiceminister administracji i cyfryzacji). Współpracownik z fundacji zaangażowanych w rozwój społeczeństwa informacyjnego. Inicjator działań obywatelskich, wspierających powszechny dostęp do internetu i otwartych zasobów edukacyjnych. Współzałożyciel Stowarzyszenia Projekt: Polska i fundacji Centrum Cyfrowe. Współautor strategicznych raportów Polska 2030, Mapa Drogowa Otwartego Rządu oraz Długookresowej Strategii Rozwoju Kraju.
Karierę zawodową rozpoczął w 1989 roku w Przedstawicielstwie Komisji Wspólnot Europejskich w Warszawie. Brał udział w pracach związanych z wdrażaniem pierwszych projektów reformy gospodarczej w Polsce, finansowanych w ramach programów PHARE. Od 1994 do 1997 dołączył do międzynarodowej kancelarii prawnej White&Case. W latach 2003–2008 jako partner odpowiedzialny za zespół prawa telekomunikacji i mediów w Europie Środkowo-Wschodniej. 
W latach 2008–2012 uzyskał znaczące doświadczenie w pracy rządowej. Od roku 2008 do 2010 był członkiem Zespołu Doradców Strategicznych Premiera. Była to grupa ekspertów przy Kancelarii Prezesa Rady Ministrów, stworzona przez Michała Boniego. Był współtwórcą szeregu dokumentów strategicznych, raportów oraz analiz przygotowywanych na potrzeby rządu, m.in.:
- Raport o Kapitale Intelektualnym Polski 2010
- Raport Polska 2030. Wyzwania Rozwojowe
- Długookresowa Strategia Rozwoju Kraju. Polska 2030 – Trzecia Fala Nowoczesności.
- Średniookresowa Strategia Rozwoju Kraju

Podczas prac w ZDS, był autorem programu Polska Cyfrowa. W jego założeniu dla rozwoju internetu w Polsce, kluczowy jest podział prac na trzy równorzędne filary: powszechny dostęp do sieci, zapewnienie dopływu treści internetowych w oparciu o administrację publiczną, oraz rozwój kompetencji cyfrowych Polaków. Koncepcja ta znalazła swoje odzwierciedlenie w rządowych raportach i stała się podstawą prac ustawowych.
Od 12 grudnia 2011 do 31 lipca 2012 był podsekretarzem stanu w Ministerstwie Administracji i Cyfryzacji.  Był dwukrotnie (w latach 2012–2015 oraz 2016–2019) członkiem Multistakeholder Advisory Group przy Internet Governance Forum oraz członkiem Komitetu IGF Polska odpowiedzialnym za przygotowanie światowego IGF 2020-1 w Katowicach. Od 2014 był współprzewodniczącym Komitetu ds. Gospodarki Cyfrowej przy Polsko-Amerykańskiej Izbie Handlowej. 
Do śmierci partner w kancelarii prawnej Dentons, gdzie przez wiele lat pełnił funkcję szefa zespołu mediów telekomunikacji i technologii (TMT Sector Group) najpierw w Europie a potem globalnie, na całym świecie, był światowym szefem wszystkich działów kancelarii odpowiedzialnych za obsługę klientów z branż konsumenckich.  
W latach 2014–2017 był współprzewodniczącym Komitetu ds. Gospodarki Cyfrowej przy Polsko-Amerykańskiej Izbie Handlowej.
Był dwukrotnie (w latach 2012–2015 oraz 2016–2019) członkiem Multistakeholder Advisory Group przy Internet Governance Forum oraz członkiem Komitetu IGF Polska odpowiedzialnym za przygotowanie światowego zjazdu IGF 2020-1 w Katowicach. 
W latach 2017–2020 był członkiem Rady Polskiego Instytutu Sztuki Filmowej.  Producent wykonawczy i doradca prawny przy produkcji filmów fabularnych,  nagrodzonych na międzynarodowych festiwalach filmowych, m.in. Zimna wojna, Strefa interesów, Głupcy.
W 2021 wraz z Agnieszką Holland, Olgą Tokarczuk i Kasią Adamik utworzył Fundację Równorodność (ang; Equaversity Foundation) której celem jest przeprowadzanie kampanii fundraisingowych na rzecz polskich organizacji NGO wspierające osoby LGBTQ+ w Polsce. Za pracę na rzecz społeczności LGBT nagrodzony w 2020 roku przez międzynarodową organizację Stonewall Global Senior Leader Awards 2020 oraz w 2019 roku przez międzynarodowy ranking Chambers Diversity and Inclusion Europe: LGBT+ Lawyer of the Year.

## Ordery i odznaczenia
- Wielki Oficer Orderu Zasługi (Portugalia, 2012)[20].